# Ганимед (спутник)
Ганиме́д (др.-греч. Γανυμήδης) — один из галилеевых спутников Юпитера, седьмой по расстоянию от него среди всех его спутников и крупнейший спутник в Солнечной системе. Его диаметр равен 5268 километрам, что на 2 % больше, чем у Титана (второго по величине спутника в Солнечной системе) и на 8 % больше, чем у Меркурия. При этом масса Ганимеда составляет всего 45 % массы Меркурия, но среди спутников планет она рекордно велика. Луну Ганимед превышает по массе в 2,02 раза. Совершая оборот вокруг Юпитера примерно за семь дней, Ганимед участвует в орбитальном резонансе 1:2:4 с двумя другими его спутниками — Европой и Ио.
Ганимед состоит из примерно равного количества силикатных пород и водяного льда. Это полностью дифференцированное тело с жидким ядром, богатым железом. Предположительно, в его недрах на глубине около 200 км между слоями льда есть океан жидкой воды. На поверхности Ганимеда наблюдаются два типа ландшафта. Треть поверхности спутника занимают тёмные области, испещрённые ударными кратерами. Их возраст доходит до четырёх миллиардов лет. Остальную площадь занимают более молодые светлые области, покрытые бороздами и хребтами. Причины сложной геологии светлых областей до конца не ясны. Вероятно, она связана с тектонической активностью, вызванной приливным нагревом.
Ганимед — единственный спутник в Солнечной системе, обладающий собственной магнитосферой. Скорее всего, её создаёт конвекция в жидком ядре, богатом железом. Небольшая магнитосфера Ганимеда заключена в пределах намного большей магнитосферы Юпитера и лишь немного деформирует её силовые линии. У спутника есть тонкая атмосфера, в состав которой входят такие аллотропные модификации кислорода, как O (атомарный кислород), O2 (кислород) и, возможно, O3 (озон). Количество атомарного водорода (H) в атмосфере незначительно. Есть ли у Ганимеда ионосфера, неясно.
Ганимед открыл Галилео Галилей, который увидел его 7 января 1610 года. Вскоре Симон Марий предложил назвать его в честь виночерпия Ганимеда, любовника Зевса. Первым космическим аппаратом, изучавшим Ганимед, стал «Пионер-10» в 1973 году. Намного более детальные исследования провели аппараты программы «Вояджер» в 1979 году. Космический аппарат «Галилео», изучавший систему Юпитера начиная с 1995 года, обнаружил подземный океан и магнитное поле Ганимеда. В 2012 году Европейское космическое агентство одобрило новую миссию для исследований ледяных спутников Юпитера — JUICE; её запуск состоялся 14 апреля 2023 года, прибытие в систему Юпитера планируется в июле 2031 года.

## История открытия и наименования

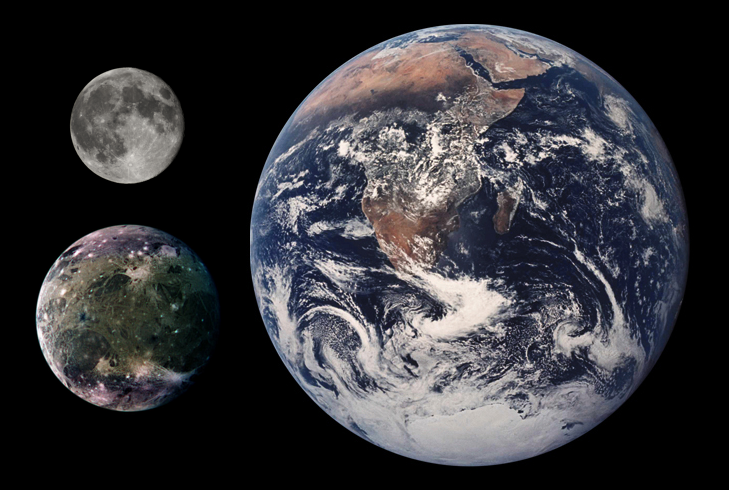
Сравнение размеров Луны, Ганимеда (слева внизу) и Земли

Ганимед был открыт Галилео Галилеем 7 января 1610 года с помощью созданного им первого в истории телескопа. В этот день Галилей увидел около Юпитера 3 «звезды»: Ганимед, Каллисто и «звезду», впоследствии оказавшуюся двумя спутниками — Европой и Ио (только на следующую ночь угловое расстояние между ними увеличилось достаточно для раздельного наблюдения). 15 января Галилео пришёл к выводу, что все эти объекты на самом деле являются небесными телами, движущимися по орбите вокруг Юпитера. Галилей назвал четыре открытые им спутника «планетами Медичи» и присвоил им порядковые номера.
Французский астроном Никола-Клод Фабри де Пейреск предложил дать спутникам отдельные имена по именам четырёх членов семьи Медичи, но его предложение не было принято. На открытие спутника претендовал также немецкий астроном Симон Марий, который наблюдал Ганимед в 1609 году, но вовремя не опубликовал данные об этом. Марий попытался дать спутникам имена «Сатурн Юпитера», «Юпитер Юпитера» (это был Ганимед), «Венера Юпитера» и «Меркурий Юпитера», которые тоже не завоевали популярность. В 1614 году он вслед за Иоганном Кеплером предложил для них новые названия по именам приближённых Зевса (в том числе Ганимеда):

…Потом был Ганимед, красивый сын царя Троса, которого Юпитер, приняв вид орла, похитил на небеса, держа на спине, как сказочно описывают поэты… Третий, из-за величественности света, Ганимед…
Оригинальный текст (лат.)[Iupiter] etiam impensius amavit Ganymedem puerum formosum, Trois Regis filium, adeo etiam ut assumptâ aquilæ figurâ, illum humeris impositum, in cœlum transportavit, prout fabulantur poetæ…Tertius ob luminis Majestatem Ganymedes…

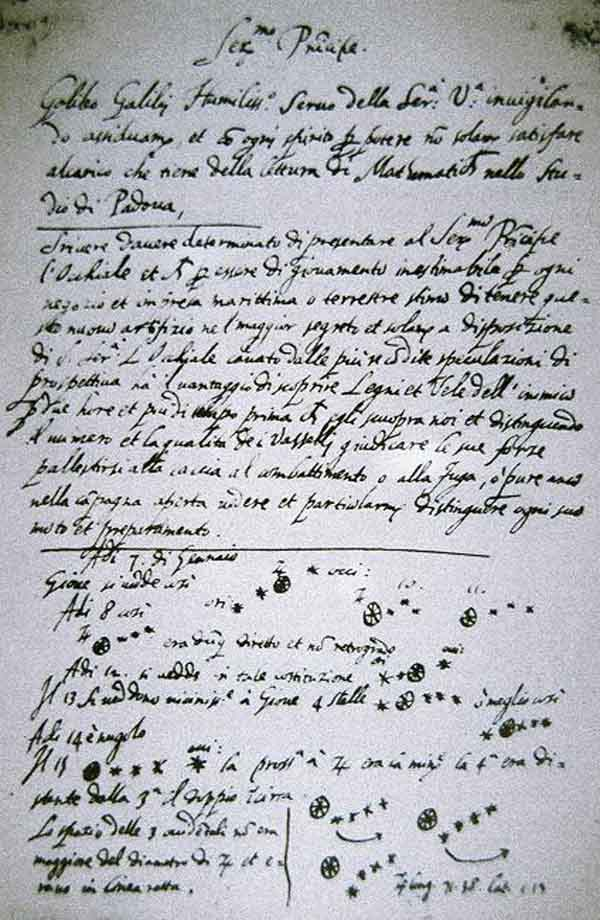
Письмо Галилея Леонардо Донато, описывающее открытие галилеевых спутников

Однако название «Ганимед», как и наименования, предложенные Марием для других галилеевых спутников, практически не использовалось вплоть до середины XX века, когда оно стало общеупотребительным. В большой части более ранней астрономической литературы Ганимед обозначен (по системе, введённой Галилео) как Юпитер III или «третий спутник Юпитера». После открытия спутников Сатурна для спутников Юпитера стала использоваться система обозначения, основанная на предложениях Кеплера и Мария. Ганимед — единственный галилеев спутник Юпитера, названный в честь фигуры мужского пола —  согласно ряду авторов, он (как и Ио, Европа и Каллисто) был возлюбленным Зевса.
По данным китайских астрономических записей, в 365 году до н. э. Гань Дэ обнаружил спутник Юпитера невооружённым глазом (вероятно, это был Ганимед).

## Происхождение и эволюция
Ганимед, вероятно, сформировался из аккреционного диска или газопылевой туманности, окружавшей Юпитер некоторое время после его образования. Формирование Ганимеда, вероятно, заняло приблизительно 10 000 лет (на порядок меньше оценки для Каллисто). В туманности Юпитера при формировании галилеевых спутников, вероятно, было относительно мало газа, что может объяснять очень медленное формирование Каллисто. Ганимед образовался ближе к Юпитеру, где туманность была более плотной, что и объясняет более быстрое его формирование. Оно, в свою очередь, привело к тому, что тепло, выделяемое при аккреции, не успевало рассеиваться. Это, возможно, вызвало таяние льда и отделение от него скальных пород. Камни обосновались в центре спутника, формируя ядро. В отличие от Ганимеда, при формировании Каллисто тепло успевало отводиться прочь, льды в её недрах не таяли и дифференциации не происходило. Эта гипотеза объясняет, почему два спутника Юпитера столь разные, несмотря на схожесть массы и состава. Альтернативные теории объясняют более высокую внутреннюю температуру Ганимеда приливным нагревом или более интенсивным воздействием на него поздней тяжёлой бомбардировки.
Ядро Ганимеда после формирования сохранило большую часть тепла, накопленного во время аккреции и дифференцирования. Оно медленно отдаёт это тепло ледяной мантии, работая как своеобразная тепловая батарея. Мантия, в свою очередь, переносит это тепло на поверхность конвекцией. Распад радиоактивных элементов в ядре продолжил его разогревать, вызывая дальнейшую дифференциацию: были сформированы внутреннее ядро из железа и сульфида железа и силикатная мантия. Так Ганимед стал полностью дифференцированным телом. Для сравнения, радиоактивный нагрев недифференцированной Каллисто вызвал только конвекцию в её ледяных недрах, что эффективно их охладило и предотвратило крупномасштабное таяние льда и быструю дифференциацию. Процесс конвекции на Каллисто вызвал только частичное отделение камней ото льда. В настоящее время Ганимед продолжает медленно охлаждаться. Тепло, идущее от ядра и силикатной мантии, позволяет существовать подземному океану, а медленное охлаждение жидкого ядра из железа и сульфида железа(II) вызывает конвекцию и поддерживает генерацию магнитного поля. Текущий тепловой поток из недр Ганимеда, вероятно, выше, чем у Каллисто.

## Орбита и вращение
Ганимед находится на расстоянии 1 070 400 километров от Юпитера, что делает его третьим по удалённости галилеевым спутником. Ему требуется семь дней и три часа, чтобы совершить полный оборот вокруг Юпитера. Как и у большинства известных спутников, вращение Ганимеда синхронизировано с обращением вокруг Юпитера, и он всегда повёрнут одной и той же стороной к планете. Его орбита имеет небольшие наклонение к экватору Юпитера и эксцентриситет, которые квазипериодически изменяются по причине вековых возмущений от Солнца и планет. Эксцентриситет меняется в диапазоне 0,0009—0,0022, а наклонение — в диапазоне 0,05°—0,32°. Эти орбитальные колебания заставляют наклон оси вращения (угол между этой осью и перпендикуляром к плоскости орбиты) изменяться от 0 до 0,33°.

Резонанс Лапласа (орбитальный резонанс) Ио с Европой и Ганимедом

Ганимед находится в орбитальном резонансе с Европой и Ио: на каждый оборот Ганимеда вокруг планеты приходится два оборота Европы и четыре оборота Ио. Максимальное сближение Ио и Европы происходит, когда Ио находится в перицентре, а Европа в апоцентре. С Ганимедом Европа сближается, находясь в своём перицентре. Таким образом, выстраивание в одну линию всех этих трёх спутников невозможно. Такой резонанс называется резонансом Лапласа.
Современный резонанс Лапласа неспособен увеличить эксцентриситет орбиты Ганимеда. Нынешнее значение эксцентриситета составляет около 0,0013, что может быть следствием его увеличения за счёт резонанса в прошлые эпохи. Но если он не увеличивается в настоящее время, то возникает вопрос, почему он не обнулился из-за приливной диссипации энергии в недрах Ганимеда. Возможно, последнее увеличение эксцентриситета произошло недавно — несколько сотен миллионов лет назад. Поскольку эксцентриситет орбиты Ганимеда относительно низок (в среднем 0,0015), приливный разогрев этого спутника сейчас незначителен. Однако, в прошлом Ганимед, возможно, мог один или несколько раз пройти через резонанс, подобный лапласовому, который был способен увеличить эксцентриситет орбиты до значений 0,01—0,02. Это, вероятно, вызвало существенный приливный разогрев недр Ганимеда, что могло стать причиной тектонической активности, сформировавшей неровный ландшафт.
Есть две гипотезы происхождения лапласовского резонанса Ио, Европы и Ганимеда: то, что он существовал со времён появления Солнечной системы или что он появился позже. Во втором случае вероятно такое развитие событий: Ио поднимала на Юпитере приливы, которые привели к её отдалению от него, пока она не вступила в резонанс 2:1 с Европой; после этого радиус орбиты Ио продолжал увеличиваться, но часть углового момента была передана Европе и она также отдалилась от Юпитера; процесс продолжался, пока Европа не вступила в резонанс 2:1 с Ганимедом. В конечном счёте радиусы орбит этих трёх спутников достигли значений, соответствующих резонансу Лапласа.

## Физические характеристики

### Размер
Ганимед является самым крупным и самым массивным спутником в Солнечной системе. Его диаметр (5268 км) составляет 41 % от диаметра Земли, на 2 % больше, чем у спутника Сатурна Титана (второго по величине спутника), на 8 % больше диаметра Меркурия, на 9 % — Каллисто, на 45 % — Ио и на 51 % больше Луны. Его масса на 10 % больше, чем у Титана, на 38 % больше, чем у Каллисто, на 66 % больше, чем у Ио и в 2,02 раза больше массы Луны.

### Состав

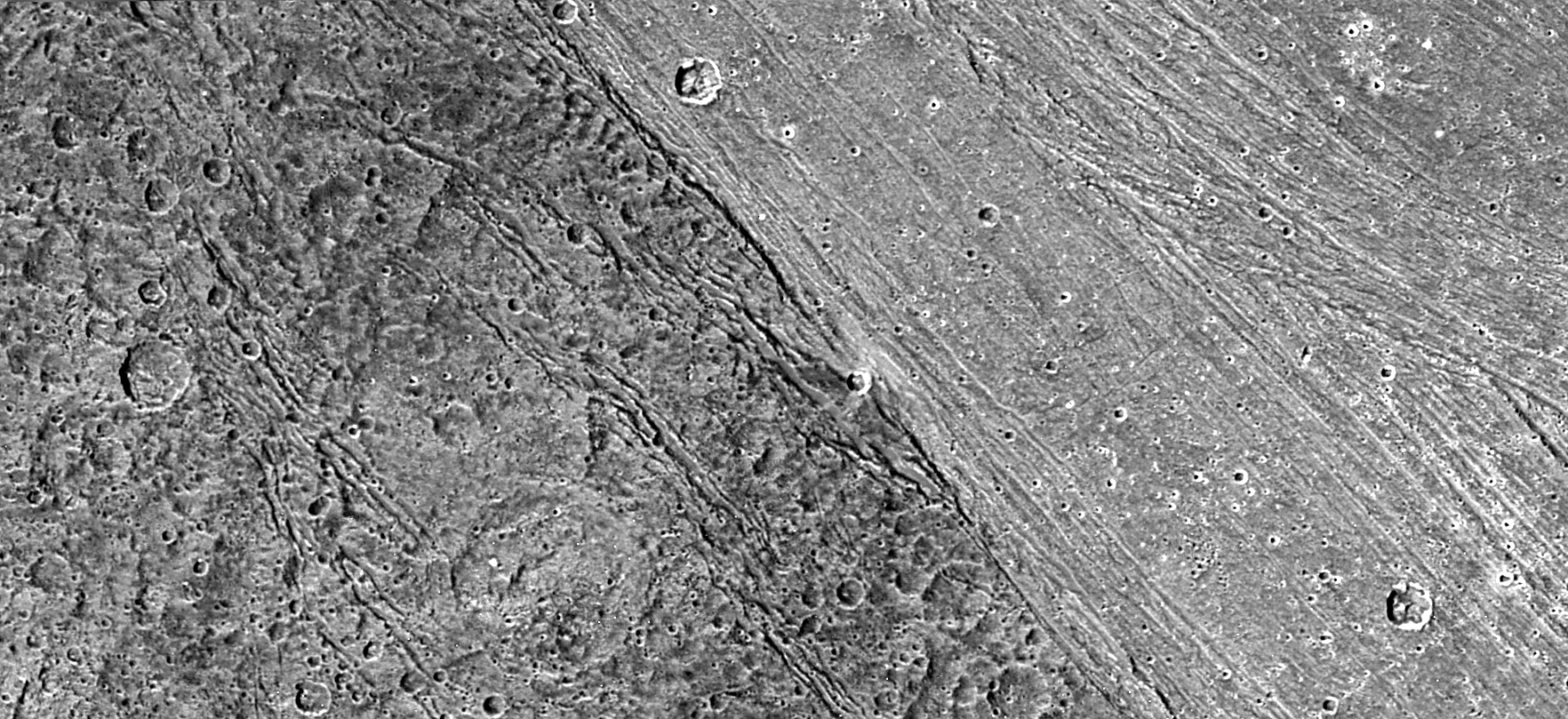
Резкая граница между древним тёмным ландшафтом области Николсона и юной яркой рытвиной Арпагии

Средняя плотность Ганимеда составляет 1,936 г/см3. Предположительно, он состоит из равных частей скальных пород и воды (в основном замёрзшей). Массовая доля льда лежит в интервале 46—50 %, что немного ниже, чем у Каллисто. Во льдах могут присутствовать некоторые летучие газы, такие как аммиак. Точный состав скальных пород Ганимеда не известен, но он, вероятно, близок к составу обыкновенных хондритов групп L и LL, которые отличаются от H-хондритов меньшим полным содержанием железа, меньшим содержанием металлического железа и большим — окиси железа. Соотношение масс железа и кремния на Ганимеде составляет 1,05—1,27 (для сравнения, у Солнца оно равно 1,8).
Альбедо поверхности Ганимеда составляет около 43 %. Водяной лёд есть практически на всей поверхности и его массовая доля колеблется в пределах 50—90 %, что значительно выше, чем на Ганимеде в целом. Ближняя инфракрасная спектроскопия показала наличие обширных абсорбционных полос водяного льда на длинах волн 1,04, 1,25, 1,5, 2,0 и 3,0 мкм. Светлые участки менее ровные и имеют большее количество льда по сравнению с тёмными. Анализ ультрафиолетового и ближнего инфракрасного спектра с высоким разрешением, полученных космическим аппаратом «Галилео» и наземными инструментами, показал наличие и других веществ: углекислого газа, диоксида серы и, возможно, циана, серной кислоты и различных органических соединений. По результатам миссии «Галилео» предполагается наличие на поверхности некоторого количества толинов. Результаты «Галилео» также показали наличие на поверхности Ганимеда сульфата магния (MgSO4) и, возможно, сульфата натрия (Na2SO4). Эти соли могли образоваться в подземном океане.
Поверхность Ганимеда асимметрична. Ведущее полушарие (повёрнутое в сторону движения спутника по орбите) светлее, чем ведомое. На Европе ситуация такая же, а на Каллисто — противоположная. На ведомом полушарии Ганимеда, видимо, больше диоксида серы. Количество углекислого газа на обоих полушариях одинаково, но его нет вблизи полюсов. Ударные кратеры на Ганимеде (кроме одного) не показывают обогащения углекислым газом, что также отличает этот спутник от Каллисто. Подземные запасы углекислого газа на Ганимеде были, вероятно, исчерпаны ещё в прошлом.

### Внутреннее строение

Возможное внутреннее строение Ганимеда

Предположительно Ганимед состоит из трёх слоёв: расплавленного ядра из железа или сульфида железа(II), силикатной мантии и внешнего слоя льда толщиной 900—950 километров. В пользу этой модели свидетельствует малый момент инерции, измеренный во время облёта Ганимеда «Галилео» — (0,3105 ± 0,0028)×mr2 (момент инерции однородного шара равен 0,4×mr2, а меньшее значение коэффициента в этой формуле говорит о том, что плотность растёт с глубиной). У Ганимеда этот коэффициент самый низкий среди твёрдых тел Солнечной системы, что говорит о ярко выраженной расслоенности его недр. Существование расплавленного богатого железом ядра даёт естественное объяснение собственного магнитного поля Ганимеда, которое было обнаружено «Галилео». Конвекция в расплавленном железе, которое обладает высокой электропроводностью, — самое разумное объяснение происхождения магнитного поля.
Точная толщина различных слоёв в недрах Ганимеда зависит от принятого значения состава силикатов (доли оливина и пироксенов), а также от количества серы в ядре. Наиболее вероятное значение радиуса ядра — 700—900 км, а толщины внешней ледяной мантии — 800—1000 км. Остаток радиуса приходится на силикатную мантию. Плотность ядра — предположительно 5,5—6 г/см3, а силикатной мантии — 3,4—3,6 г/см3. Некоторые модели генерирования магнитного поля Ганимеда требуют наличия твёрдого ядра из чистого железа внутри жидкого ядра из Fe и FeS, что схоже со структурой земного ядра. Радиус этого ядра может достигать 500 километров. Температура в ядре Ганимеда предположительно составляет 1500—1700 К, а давление — до 10 ГПа.
Исследования магнитного поля Ганимеда указывают на то, что под его поверхностью может быть океан жидкой воды. Численное моделирование недр спутника, выполненное в 2014 году сотрудниками Лаборатории реактивного движения НАСА, показало, что этот океан, вероятно, многослойный: жидкие слои разделены слоями льда разных типов (лёд Ih, III, V, VI). Количество жидких прослоек, возможно, достигает 4; их солёность растёт с глубиной.

### Поверхность

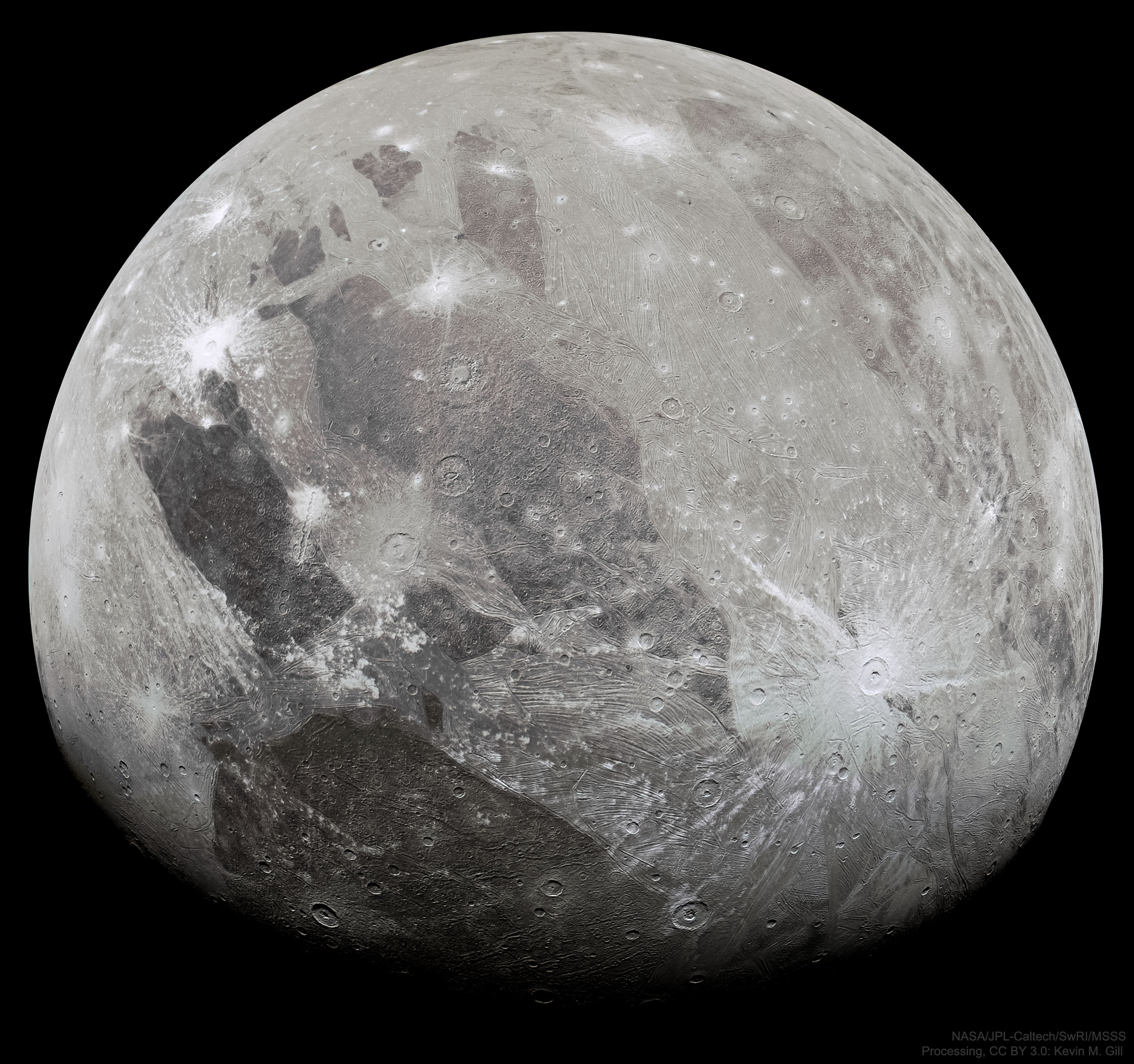
Изображение Ганимеда, сделанное КА «Юнона». Светлые поверхности, следы недавних ударных столкновений

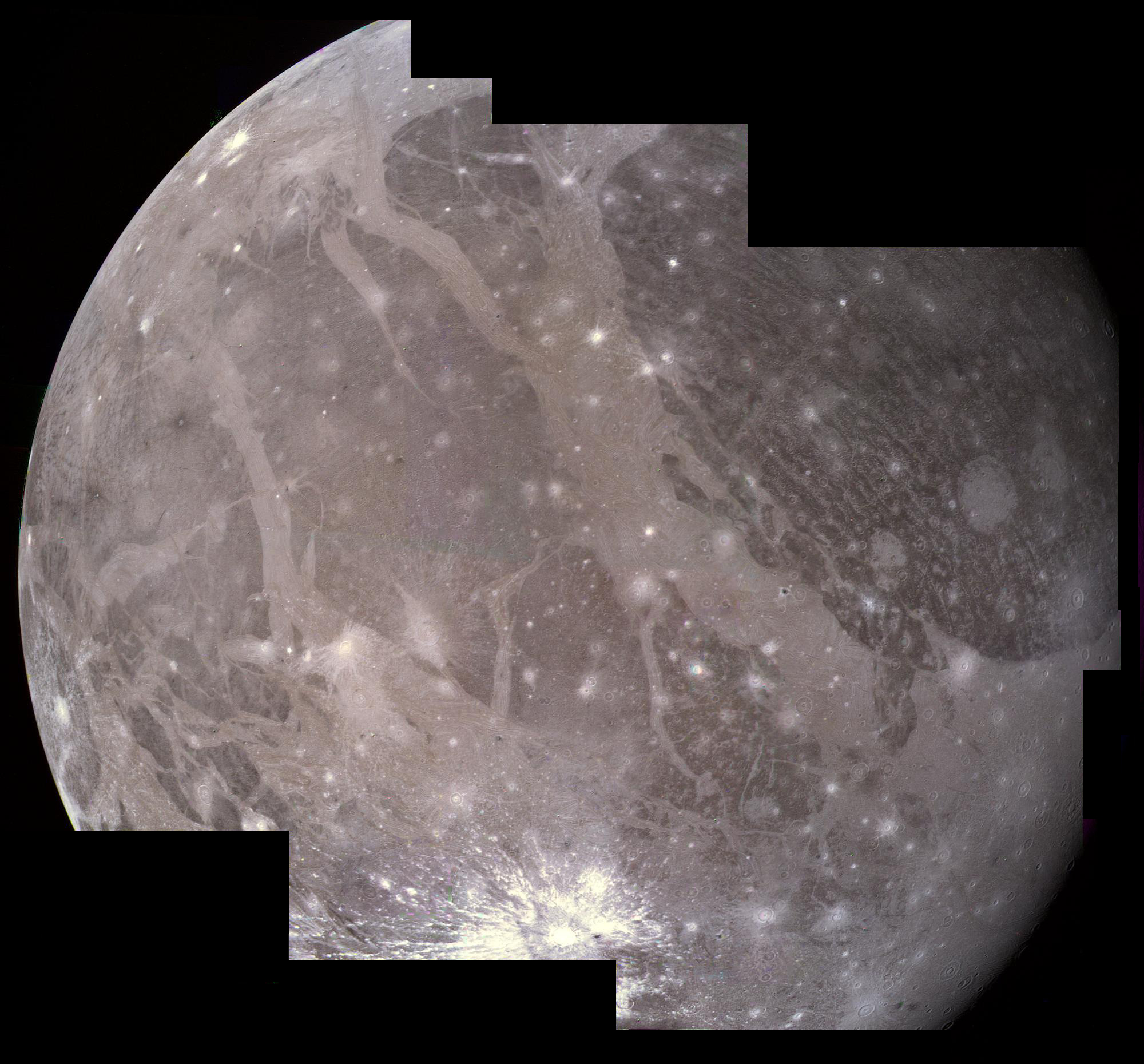
Мозаика из фотографий противоюпитерианского полушария Ганимеда. Тёмная древняя зона в верхнем правом углу — область Галилея. Её отделяют от области Мариуса (меньшей тёмной области левее) светлые рытвины Урук. Яркая лучистая структура внизу — свежий лёд, выброшенный при появлении относительно молодого кратера Осирис

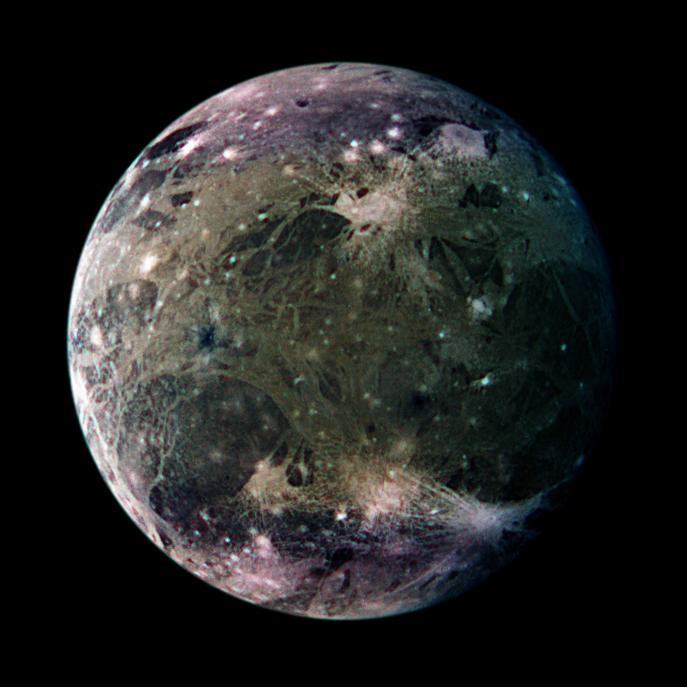
Изображение ведомого полушария Ганимеда, сделанное с космического аппарата «Галилео» (цвета усилены). В правом нижнем углу видны яркие лучи кратера Ташмет, а в верхнем правом — большое поле выбросов из кратера Хершеф. Часть тёмной области Николсона находится внизу слева. Сверху справа она граничит с рытвинами Гарпагия

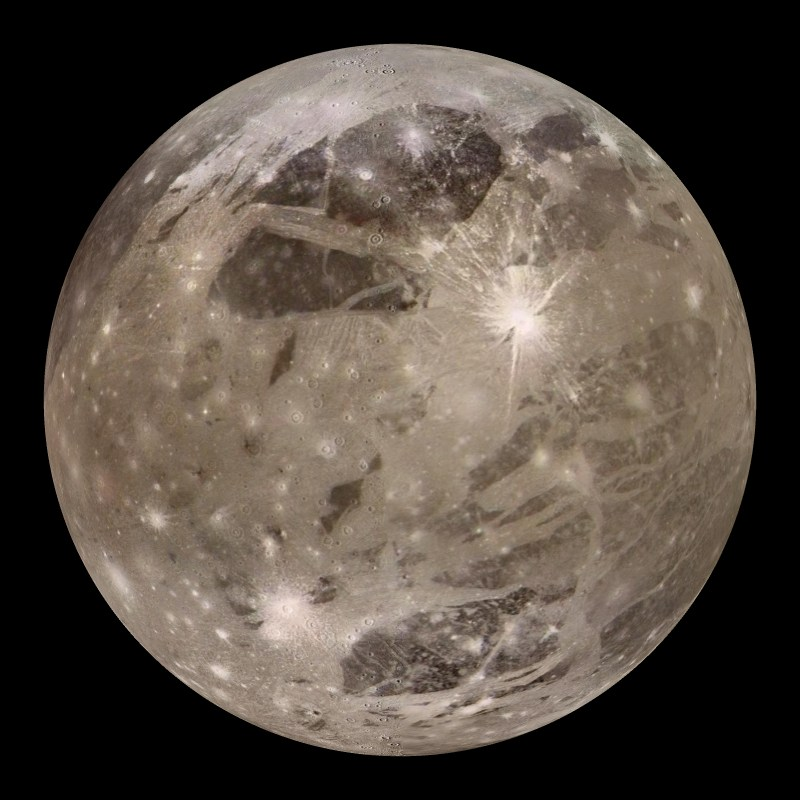
Фото Ганимеда (по центру меридиан 45° з. д.). Тёмные участки — область Перрайна (сверху) и область Николсона (снизу); лучистые кратеры — Трос (вверху справа) и Чисти (внизу слева)

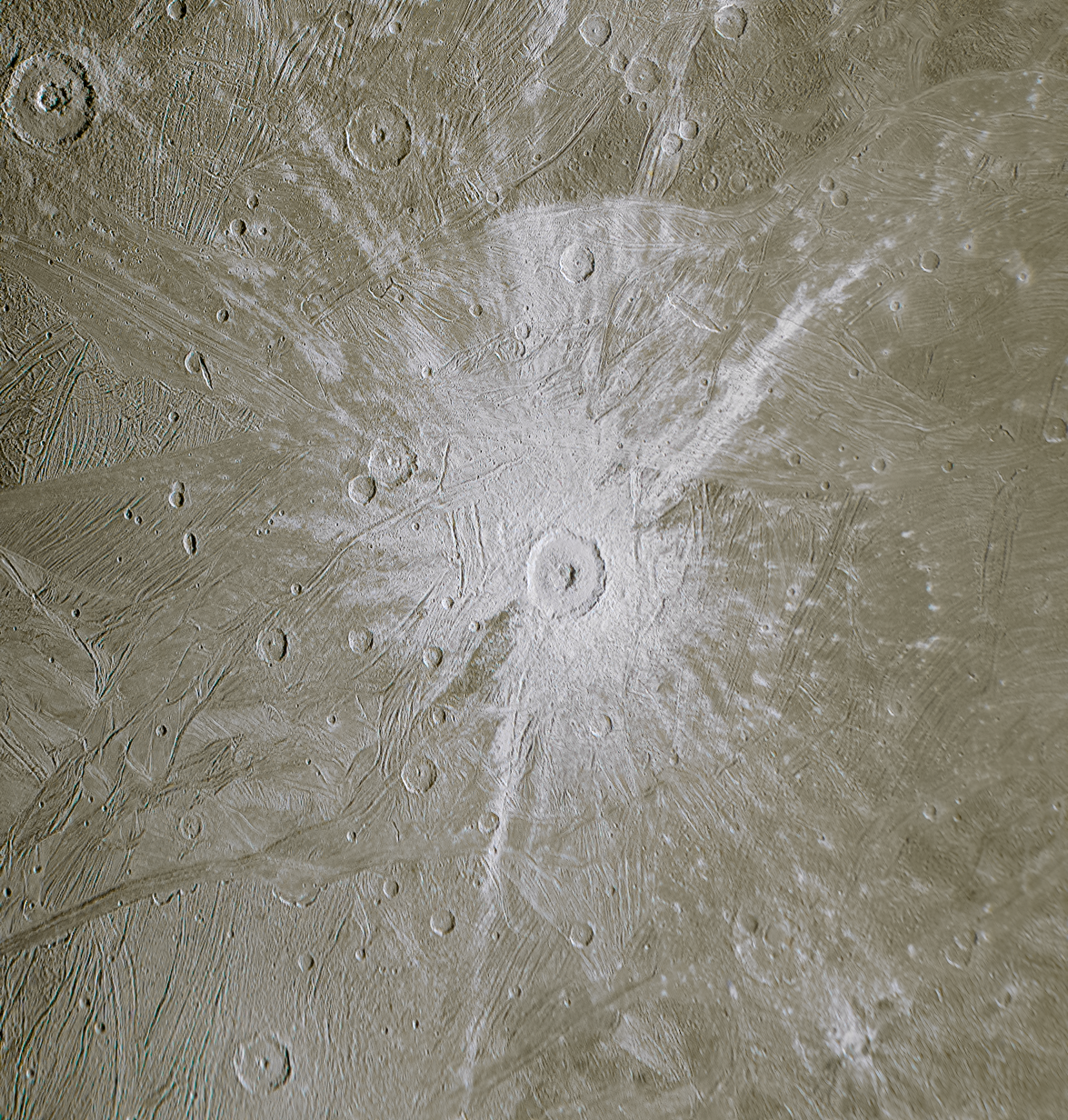
Изображение кратера Трос шириной ~90 км, сделанное КА «Юнона»

Поверхность Ганимеда представляет собой смесь участков двух типов: очень древних сильно кратерированных тёмных областей и несколько более молодых (но всё-таки древних) светлых областей, покрытых бороздами, канавками и гребнями. Тёмные участки поверхности занимают примерно 1/3 всей площади и содержат глины и органические вещества, что может отображать состав планетезималей, из которых образовались спутники Юпитера.
Пока неизвестно, что вызвало нагрев, необходимый для формирования бороздчатой поверхности Ганимеда. По современным представлениям, такая поверхность — следствие тектонических процессов. Криовулканизм играет, как считается, второстепенную роль, если играет вообще. Силы, создавшие в литосфере Ганимеда сильные напряжения, необходимые для тектонических подвижек, могли быть связаны с приливным разогревом в прошлом, причиной которого, возможно, были нестабильные орбитальные резонансы, через которые проходил спутник. Приливная деформация льдов могла разогреть недра Ганимеда и вызвать напряжения в литосфере, что привело к появлению трещин, горстов и грабенов. При этом на 70 % площади спутника была стёрта старая тёмная поверхность. Формирование бороздчатой поверхности также может быть связано с ранним формированием ядра спутника и последующим приливным разогревом его недр, что, в свою очередь, вызвало увеличение Ганимеда на 1—6 % благодаря тепловому расширению и фазовым переходам во льду. Возможно, в ходе последующей эволюции от ядра к поверхности поднимались плюмы из разогретой воды, вызывая деформации литосферы. Наиболее вероятный современный источник тепла в недрах спутника — радиоактивный разогрев, который может (по крайней мере, частично) обеспечить существование подповерхностного водного океана. Моделирование показывает, что если бы эксцентриситет орбиты Ганимеда был на порядок выше современного (а это, возможно, было в прошлом), приливный разогрев мог быть сильнее радиоактивного.

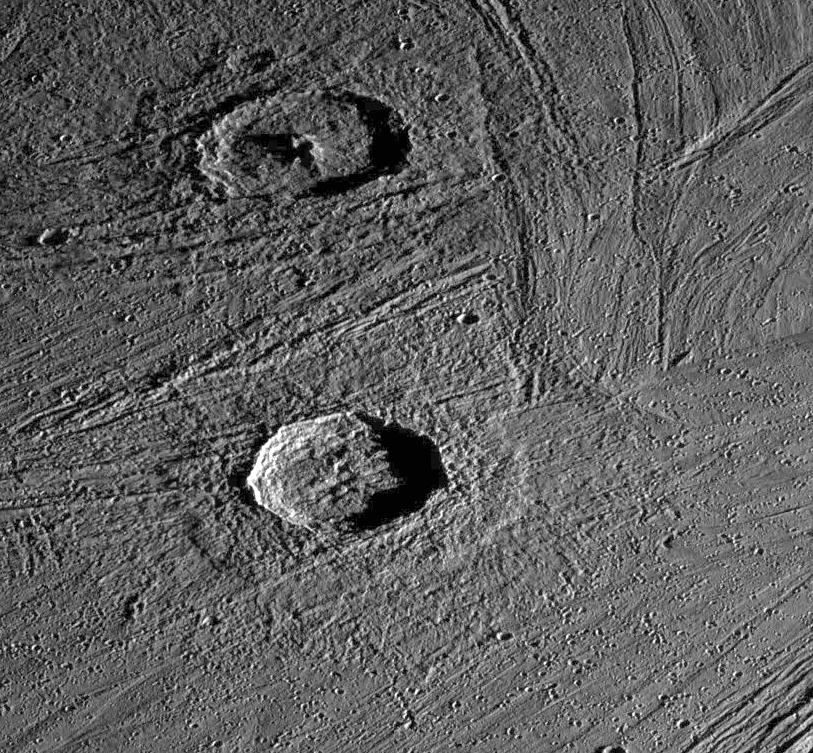
Кратеры Гула и Ахелой (ниже). У каждого виден «вал» и «пьедестал» из выбросов

Ударные кратеры есть на участках поверхности обоих типов, но в тёмных областях их особенно много: эти области насыщены кратерами и, судя по всему, их рельеф формировался главным образом именно столкновениями. На ярких бороздчатых участках кратеров намного меньше, и они не сыграли значимой роли в эволюции их рельефа. Плотность кратерирования тёмных участков указывает на возраст в 4 миллиарда лет (как и у материковых областей Луны). Светлые участки младше, но насколько — неясно. Особой интенсивности кратерирование поверхности Ганимеда (как и Луны) достигло около 3,5—4 миллиарда лет назад. Если эти данные точны, то большинство ударных кратеров осталось с той эпохи, и после этого они прибавлялись в числе незначительно. Некоторые кратеры пересечены бороздами, а некоторые образовались поверх борозд. Это говорит о том, что некоторые борозды довольно древние. Местами попадаются относительно молодые кратеры с расходящимися от них лучами выбросов. Кратеры Ганимеда более плоские, чем кратеры на Меркурии или Луне. Вероятно, причиной этого служит непрочность ледяной коры Ганимеда, которая может (или могла) сглаживаться под действием силы тяжести. Древние кратеры, которые почти совсем сглажены (своего рода «призраки» кратеров) известны как палимпсесты; одним из крупнейших палимпсестов Ганимеда является факула Мемфис диаметром 360 км.
Одна из примечательных геоструктур Ганимеда — тёмный участок под названием область Галилея, где видна сеть из разнонаправленных борозд. Вероятно, своим появлением этот регион обязан периоду бурной геологической активности спутника.
На Ганимеде есть полярные шапки, предположительно состоящие из водяного инея. Они покрывают широты выше 40°. Впервые полярные шапки наблюдались при пролёте КА «Вояджер». Вероятно, они образованы молекулами воды, выбитыми с поверхности при бомбардировке её частицами плазмы. Такие молекулы могли мигрировать на высокие широты с низких благодаря разнице температур или же происходить из самих полярных областей. Результаты расчётов и наблюдений позволяют судить, что верно второе. Наличие у Ганимеда собственной магнитосферы приводит к тому, что заряженные частицы интенсивно бомбардируют только слабо защищённые — полярные — области. Образовавшийся водяной пар осаждается в основном в самых холодных местах этих же областей.

### Атмосфера и ионосфера
В 1972 году группа индийских, британских и американских астрономов, работая в индонезийской обсерватории имени Боссы, сообщила об обнаружении у спутника тонкой атмосферы во время наблюдения покрытия им звезды. Они оценили приповерхностное давление атмосферы в 0,1 Па. Однако в 1979 году КА «Вояджер-1» наблюдал покрытие Ганимедом звезды (κ Центавра) и получил противоречащие этому результаты. Эти наблюдения проводились в дальнем ультрафиолете на длинах волн меньше 200 нм, и они были куда более чувствительны к наличию газов, чем измерения 1972 года в видимом излучении. Никакой атмосферы датчики «Вояджера» не обнаружили. Верхний предел концентрации оказался на уровне 1,5⋅109 частиц/см3, что соответствует приповерхностному давлению менее 2,5 мкПа. А это почти на 5 порядков меньше, чем оценка 1972 года.
В 1995 году у Ганимеда всё-таки была обнаружена очень слабая кислородная атмосфера (экзосфера), очень похожая на найденную у Европы. Эти данные были получены телескопом Хаббл (HST). Ему удалось различить слабое свечение атомарного кислорода в дальнем ультрафиолете (на длине волн 130,4 нм и 135,6 нм). Такое свечение возникает, когда молекулярный кислород распадается на атомы при столкновениях с электронами, что служит достаточно убедительным подтверждением существования нейтральной атмосферы из молекул O2. Её концентрация, вероятно, находится в диапазоне 1,2⋅108—7⋅108 частиц/см3, что соответствует приповерхностному давлению в 0,2—1,2 мкПа[i]. Такие значения согласуются с верхним пределом, установленным «Вояджером» в 1981 году. Кислород не является доказательством наличия на спутнике жизни. Считается, что он возникает, когда водяной лёд на поверхности Ганимеда разделяется на водород и кислород радиацией (водород быстрее улетучивается из-за низкой атомной массы). Свечение атмосферы Ганимеда, как и Европы, неоднородно. HST наблюдал два ярких пятна, расположенных в северном и южном полушарии около широт ± 50°, что точно соответствует границе между закрытыми и открытыми линиями магнитосферы Ганимеда (см. ниже). Яркие пятна, возможно, представляют собой полярные сияния, вызванные притоком плазмы вдоль открытых линий магнитного поля спутника.

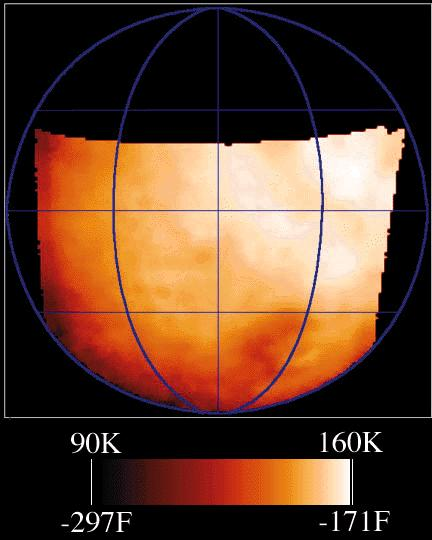
Карта температур на Ганимеде

Существование нейтральной атмосферы подразумевает и существование у спутника ионосферы, потому что молекулы кислорода ионизируются столкновениями с быстрыми электронами, прибывающими из магнитосферы, и солнечным жёстким ультрафиолетом. Однако природа ионосферы Ганимеда такая же спорная, как и природа атмосферы. Некоторые замеры «Галилео» показали повышенную плотность электронов вблизи от спутника, что указывает на наличие ионосферы, тогда как другие попытки её зафиксировать потерпели неудачу. Концентрация электронов вблизи поверхности по различным оценкам колеблется в диапазоне от 400 до 2500 см−3. На 2008 год параметры возможной ионосферы Ганимеда не установлены.
Дополнительное указание на существование кислородной атмосферы Ганимеда — обнаружение по спектральным данным газов, вмороженных в лёд на его поверхности. Об обнаружении полос поглощения озона (O3) было сообщено в 1996 году. В 1997 году спектральный анализ выявил линии поглощения димера (или двухатомного) кислорода. Такие линии поглощения могут возникать только если кислород находится в плотной фазе. Лучшее объяснение — что молекулярный кислород вморожен в лёд. Глубина димерных полос поглощения зависит от широты и долготы (но не от поверхностного альбедо) — они имеют склонность к уменьшению с широтой, в то время как тенденция для O3 противоположна. Лабораторные эксперименты позволили установить, что при температуре в 100 K, характерной для поверхности Ганимеда, O2 растворяется во льду, а не собирается в пузырьки.
Обнаружив в атмосфере Европы натрий, учёные стали искать его и в атмосфере Ганимеда. В 1997 году стало ясно, что его там нет (точнее, как минимум в 13 раз меньше, чем на Европе). Это может объясняться его нехваткой на поверхности или тем, что магнитосфера Ганимеда препятствует заряженным частицам выбивать его оттуда. Помимо прочего, в атмосфере Ганимеда замечен атомарный водород. Он наблюдался на расстоянии до 3000 км от поверхности спутника. Его концентрация у поверхности — около 1,5⋅104 см−3.

### Магнитосфера
Космический аппарат «Галилео» с 1995 по 2000 годы сделал шесть близких пролётов возле Ганимеда (G1, G2, G7, G8, G28 и G29) и обнаружил, что у Ганимеда есть довольно мощное магнитное поле и даже своя магнитосфера, не зависящая от магнитного поля Юпитера. Величина магнитного момента составляет 1,3×1013 Тл·м3, что втрое больше, чем у Меркурия. Ось магнитного диполя наклонена на 176° по отношению к оси вращения Ганимеда, что означает её направленность против магнитного момента Юпитера. Северный магнитный полюс Ганимеда находится ниже плоскости орбиты. Индукция дипольного магнитного поля, созданного постоянным магнитным моментом, на экваторе спутника равна 719 ± 2 нТл (для сравнения — индукция магнитного поля Юпитера на расстоянии Ганимеда равна 120 нТл). Противоположность направлений магнитного поля Ганимеда и Юпитера делает возможным магнитное пересоединение. Индукция собственного магнитного поля Ганимеда на его полюсах вдвое больше, чем на экваторе, и равна 1440 нТл.
Ганимед — единственный спутник в Солнечной системе, у которого есть собственная магнитосфера. Она очень мала и погружена в магнитосферу Юпитера. Её диаметр — примерно 2—2,5 диаметра Ганимеда (который составляет 5268 км). У магнитосферы Ганимеда имеется область замкнутых силовых линий, расположенная ниже 30° широты, где заряженные частицы (электроны и ионы) оказываются в ловушке, создавая своего рода радиационный пояс. Основной вид ионов в магнитосфере — ионы кислорода O+, что хорошо согласуется с разрежённой кислородной атмосферой спутника. В шапках полярных областей на широтах выше 30° силовые линии магнитного поля не замкнуты и соединяют Ганимед с ионосферой Юпитера. В этих областях были обнаружены электроны и ионы, обладающие высокой энергией (десятки и сотни килоэлектронвольт), которые и могут вызывать полярные сияния, наблюдаемые вокруг полюсов Ганимеда. Кроме того, тяжёлые ионы непрерывно осаждаются на полярной поверхности луны, распыляя и затемняя лёд.

Магнитное поле Ганимеда в поле Юпитера. Замкнутые силовые линии отмечены зелёным цветом

Взаимодействие между магнитосферой Ганимеда и юпитерианской плазмой напоминает во многих отношениях взаимодействие между солнечным ветром и земной магнитосферой. Плазма вращается совместно с Юпитером и сталкивается с магнитосферой Ганимеда на его ведомой стороне, как и солнечный ветер с земной магнитосферой. Основное отличие — скорость плазменного потока: сверхзвуковая в случае Земли и дозвуковая в случае Ганимеда. Именно потому у магнитного поля Ганимеда нет ударной волны с запаздывающей стороны.
В дополнение к магнитному моменту, у Ганимеда есть индуцированное дипольное магнитное поле. Его вызывают изменения магнитного поля Юпитера вблизи спутника. Индуцированный дипольный момент направлен к Юпитеру или от него (согласно с правилом Ленца). Индуцированное магнитное поле Ганимеда на порядок слабее собственного. Его индукция на магнитном экваторе — около 60 нТ (вдвое меньше, чем напряжённость поля Юпитера там же). Индуцированное магнитное поле Ганимеда напоминает аналогичные поля Каллисто и Европы и указывает на то, что у этого спутника тоже есть подповерхностный водный океан с высокой электропроводностью.
Поскольку Ганимед полностью дифференцирован и обладает металлическим ядром, его постоянное магнитное поле, вероятно, генерируется тем же способом, что и земное: как результат перемещений электропроводящей материи в недрах. Если магнитное поле вызвано магнитогидродинамическим эффектом, то это, вероятно, результат конвективного движения разных веществ в ядре.
Несмотря на наличие железного ядра, магнитосфера Ганимеда остаётся загадкой, особенно с учётом того, что у других подобных тел её нет. Из некоторых исследований следует, что такое маленькое ядро уже должно было остыть до той точки, когда движение жидкости и поддержание магнитного поля невозможны. Одно из объяснений состоит в том, что поле сохраняется благодаря тем же орбитальным резонансам, которые привели к сложному рельефу поверхности: вследствие приливного разогрева из-за орбитального резонанса мантия защитила ядро от охлаждения. Ещё одно из объяснений — остаточная намагниченность силикатных пород в мантии, что возможно, будь у спутника более сильное поле в прошлом.

## Изучение

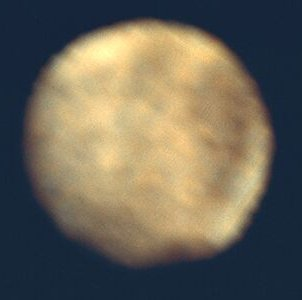
Изображение Ганимеда, сделанное «Пионером-10» в 1973 году

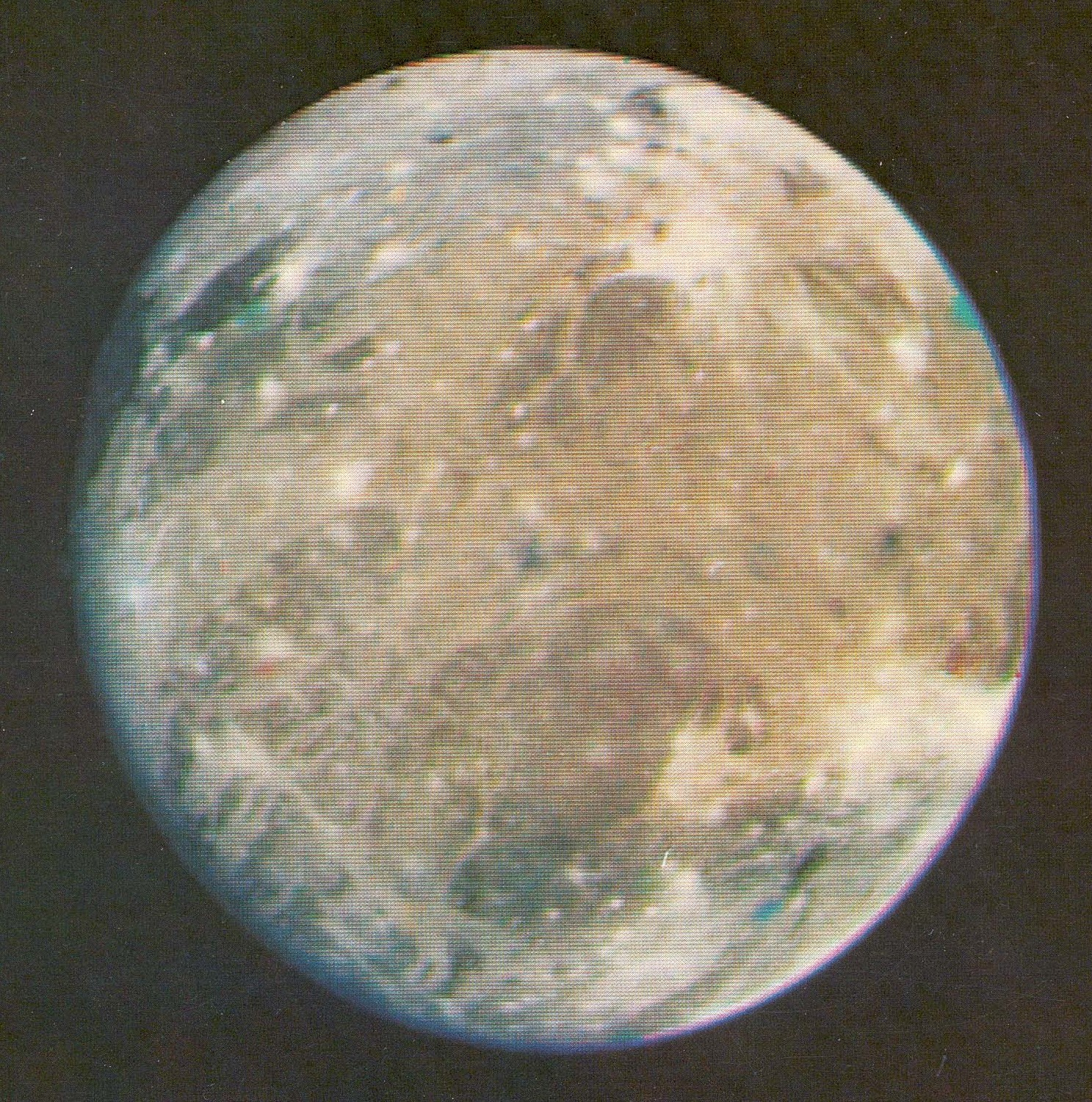
Изображение Ганимеда, сделанное «Вояджером-1» в 1979 году

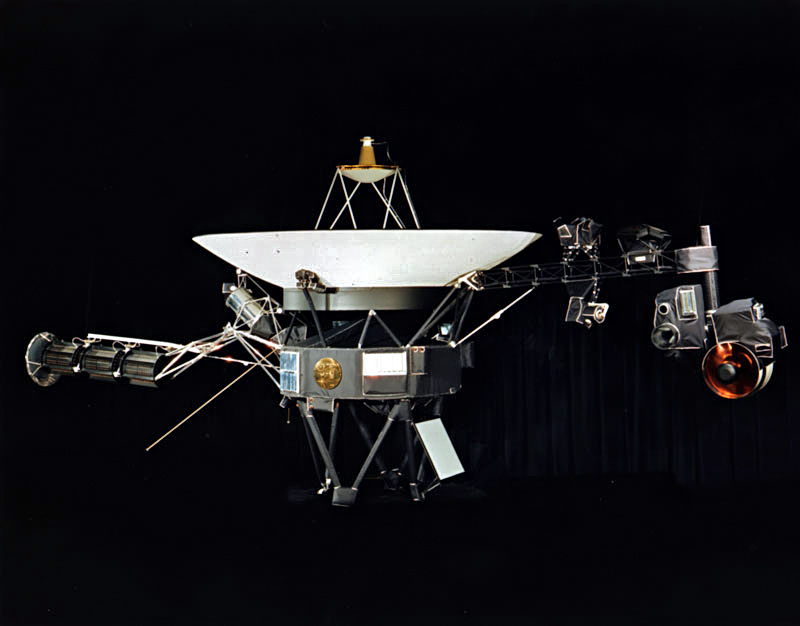
Космический аппарат «Вояджер»

Юпитер (как и все прочие газовые планеты) целенаправленно изучался исключительно межпланетными станциями НАСА. Несколько космических аппаратов исследовали Ганимед вблизи, включая четыре пролёта в 1970-х и многократные пролёты с 1990-х до 2000-х годов.
Первые фотографии Ганимеда из космоса были сделаны «Пионером-10», пролетевшим мимо Юпитера в декабре 1973 года, и «Пионером-11», пролетевшим в 1974 году. Благодаря им были получены более точные сведения о физических характеристиках спутника (к примеру, «Пионер-10» уточнил его размеры и плотность). На их снимках видны детали размером от 400 км. Наибольшее сближение Пионера-10 составило 446 250 километров.
В марте 1979 года мимо Ганимеда прошёл «Вояджер-1» на расстоянии 112 тыс. км, а в июле — «Вояджер-2» на расстоянии 50 тыс. км. Они передали качественные снимки поверхности спутника и провели ряд измерений. В частности, они уточнили его размер, и оказалось, что это самый большой спутник в Солнечной системе (ранее самым большим считали спутник Сатурна Титан). Нынешние гипотезы о геологии спутника появились благодаря данным «Вояджеров».
С декабря 1995 по сентябрь 2003 года систему Юпитера изучал «Галилео». За это время он шесть раз сближался с Ганимедом. Наименования пролётов — G1, G2, G7, G8, G28 и G29. Во время самого близкого полёта (G2) «Галилео» прошёл в 264 километрах от его поверхности и передал о нём массу ценных сведений, включая подробные фотографии. Во время пролёта G1 в 1996 году «Галилео» обнаружил у Ганимеда магнитосферу, а в 2001 году — подземный океан. Благодаря данным «Галилео» удалось построить относительно точную модель внутреннего строения спутника. Также «Галилео» передал большое число спектров и обнаружил на поверхности Ганимеда несколько неледяных веществ.
Аппарат «Новые горизонты» на пути к Плутону в 2007 году прислал фотографии Ганимеда в видимом и инфракрасном диапазонах, а также предоставил топографические сведения и карту состава.
Находящийся с 2016 года на орбите Юпитера космический аппарат НАСА «Юнона» исследований спутников практически не проводит. Несмотря на это, в июне 2021 года аппарат пролетел возле Ганимеда, получив фотографии спутника в высоком разрешении.
14 апреля 2023 года состоялся запуск космического аппарата  Jupiter Icy Moons Explorer (JUICE) для исследования крупнейших спутников Юпитера и, главным образом, Ганимеда. Ожидается что в июле 2031 года станция достигнет системы Юпитера, примерно через год, в июле 2032 года, совершит два пролёта Европы и в декабре 2034 года выйдет на орбиту Ганимеда. Аппарат будет изучать спутник до конца 2035 года, после чего планируется свод его с орбиты и столкновение с поверхностью.
14 октября 2024 года в США была запущена ракета Falcon Heavy, несущая станцию НАСА Europa Clipper. Планируется, что станция к апрелю 2030 года достигнет Европы и после нескольких десятков витков вокруг неё направится к Ганимеду.
Роскосмосом велась разработка миссии «Лаплас — П», изначально предполагавшая посадку аппарата на поверхность Европы, но позже, после выхода НАСА из проекта, она была переориентирована на Ганимед. В 2019 году миссию отложили на неопределённый срок.

## Тень от Ганимеда
21 апреля 2014 года телескоп «Хаббл» сфотографировал тень от Ганимеда, попавшую на Большое Красное Пятно, сделав его похожим на глаз.

### Комментарии
1. ↑  Перииовий находят по большой полуоси а и эксцентриситету е: {\displaystyle a(1-e).}
2. ↑  Апоиовий находят по большой полуоси а и эксцентриситету е: {\displaystyle a(1+e).}
3. ↑  Площадь поверхности рассчитана по формуле {\displaystyle 4\pi r^{2}.}
4. ↑  Объём рассчитан по формуле {\displaystyle 4\pi r^{3}/3.}
5. ↑  Ускорение свободного падения вычисляется по массе m, гравитационной постоянной G и радиусу (r): {\displaystyle Gm/r^{2}.}
6. ↑  Вторая космическая скорость вычисляется по массе m, гравитационной постоянной G и радиусу r: {\displaystyle {\sqrt {2Gm/r}}.}
7. ↑  Работа Мариуса «Mundus Iovialis anno MDCIX Detectus Ope Perspicilli Belgici» описывает наблюдения, проведённые в 1609 году, а опубликована лишь в 1614 году.